# Nendaz
Nendaz (prononcé [nɛ̃dˈa], /nẽda/ ou /nãda/ ou localement[réf. nécessaire] [ˈnɛ̃ːd]) est une commune suisse du canton du Valais, située dans le district de Conthey.

## Géographie
Le territoire de Nendaz s'étend sur 86,01 km2. Lors du relevé de 2013-2018, les surfaces d'habitations et d'infrastructures représentaient 5,9 % de sa superficie, les surfaces agricoles 24,3 %, les surfaces boisées 32,3 % et les surfaces improductives 37,4 %.
La commune de Nendaz est formée de 15 villages et de 2 hameaux répartis sur les bords du Rhône à Aproz (située à 460 mètres d'altitude), jusqu'au hameau de Siviez à 1 760 m d'altitude. Son point le plus haut est le sommet de la Rosablanche à 3 336 m.
Nendaz touche 11 communes depuis 2017 et jusqu'à 13 avant 2013, et c'est le record en Valais :
- sur la rive droite du Rhône : Chamoson, Ardon, Vétroz, Conthey ;
- puis Sion, Veysonnaz, Vex, Hérémence,  Val de Bagnes, Riddes (en deux endroits, en plaine et au-dessus d'Isérables) et Isérables ;
- elle a pour voisines la plus grande commune du canton,  Val de Bagnes, et la plus petite, Veysonnaz.

### Localités
| Rive gauche de la Printze | Rive droite de la Printze  | Localités disparues       |
| ------------------------- | -------------------------- | ------------------------- |
| Aproz                     | Baar                       | Le Végenand (ou Visinand) |
| Bieudron                  | Brignon                    | Le Saviésan               |
| Coor                      | Beuson                     | Le Châtelard              |
| Fey                       | Clèbes                     | Vernay                    |
| Bleusy                    |                            |                           |
| Les Condémines            | Verrey (ancien nom : Heis) |                           |
| Basse-Nendaz              |                            |                           |
| Sornard                   |                            |                           |
| Saclentse                 |                            |                           |
| Haute-Nendaz              |                            |                           |
| Nendaz-Station            |                            |                           |
| Planchouet                |                            |                           |
| Siviez (Super-Nendaz)     |                            |                           |

Le village de Vernay, qui se trouvait à l'endroit appelé « Chardonnay », le long du chemin qui mène à Saclentse, a été détruit par une avalanche la nuit de Noël 1737. Selon l'Abbé Joseph Fournier, les hameaux du Vernay, du Vésenand et du Saviésan auraient disparu lors de la Peste Noire de 1346.

## Toponymie
Le nom de la commune, qui se prononce /nẽda/ ou /nãda/, dérive probablement d'un mot celtique latinisé en nemeta et signifiant bois sacré ou sanctuaire. La première occurrence écrite du toponyme, sous la forme de Nenda, remonte à 984.
En patois, il s'écrit Nînda[réf. nécessaire].

## Histoire

Photo aérienne (1968).

Les plus anciens vestiges de peuplement dans le val de Nendaz datent du néolithique récent (env. 2000 av. J.-C.). Parmi les civilisations anciennes, seuls les Romains ont laissé de menues traces de passage.
L'histoire officielle de la commune commence le 19 mars 985 lorsqu'une charte atteste l'existence de Basse-Nendaz et de ce qui est aujourd'hui Haute-Nendaz. Les références aux autres villages n'interviendront qu'à partir du XIIe siècle.
Longtemps l'histoire du vallon, qui n'est pas encore une entité politique, est liée à celle de Conthey sous dépendance burgonde d'abord, puis partagée entre les droits du prince-évêque de Sion, ceux de l'Abbaye de Saint-Maurice et ceux de la Maison de Savoie. C'est une période de troubles, voire de conflits. Le 29 janvier 1347, le comte Amédée VI de Savoie accorde à Nendaz des lettres de franchises, privilèges qui lui valent de s'organiser selon ses intérêts.
La bataille de la Planta (1475) a pour conséquence de mettre le Bas-Valais dans le giron des 7 dizains du Haut-Valais, pour un bail de plus de 3 siècles. Nendaz devient donc à l'instar du reste du Bas-Valais un pays sujet du Haut-Valais.
Comme le reste du Valais, Nendaz fait partie de la République du Valais du Premier Empire, avant de rejoindre la Confédération suisse en 1815. En 1848, Nendaz élit son premier conseil communal et son premier président, Jean-François Blanc, de Haute-Nendaz.
La construction de la première télécabine Haute-Nendaz / Tracouet, en 1958 lance l'activité touristique dans la commune. Actuellement, Nendaz compte 20 000 lits et se profile au 4e rang des stations valaisannes.

### L'incendie de Basse-Nendaz en 1812
Le 7 mai 1812, jour de l'Ascension, un grand incendie, d'origine inconnue, ravage le village de Basse-Nendaz. Une partie du village est sauvée grâce à l'intervention rapide de la troupe en garnison à Conthey et d'un grand nombre d'hommes venus de Sion.
Le 25 mai, le président de la commune de Nendaz, Jacques Michelet, fait part de ce sinistre au préfet du département du Simplon, Derville Maléchard. Dans une lettre datée du 14 octobre 1812 (quatre jours avant le début de la retraite de la Campagne de Russie), l'Empereur Napoléon accorde une indemnité de 3 000 francs aux victimes de cet incendie.

### L'incendie de Clèbes en 1904
Le lundi 8 août 1904, en fin d'après-midi, un incendie se déclare dans le village de Clèbes, par temps sec et chaud. Lorsque le tocsin de l'église de Basse-Nendaz retentit, les habitants abandonnent leurs travaux pour porter secours, mais, en raison des distances et des fortes pentes, les cinq pompes à incendie de la commune arrivent trop tard. Le feu s'est rapidement propagé parmi les constructions en bois, serrées les unes contre les autres. Le village est rebâti presque entièrement en pierre.

## Politique
Les organes politiques principaux de la commune de Nendaz sont le Conseil communal (pouvoir exécutif) et l'Assemblée primaire (pouvoir législatif). Un remplacement de l'Assemblée primaire par un Conseil général (art. 78 Cst du canton du Valais) est refusé en votation populaire le 1er juin 2008 par 50,3 % des votants (taux de participation : 56%). Jusqu'en 2020, le Conseil communal comporte 11 sièges. Le 21 juin 2020, une réduction du nombre de sièges de 11 à 9 est acceptée par 91% des votants (taux de participation : 35%). Pour la législature 2025-2029, trois partis sont représentés au Conseil communal : Le Centre (6 sièges), le Parti libéral-radical (PLR) (2 sièges) et le Parti socialiste (PS) (1 siège)[réf. souhaitée].

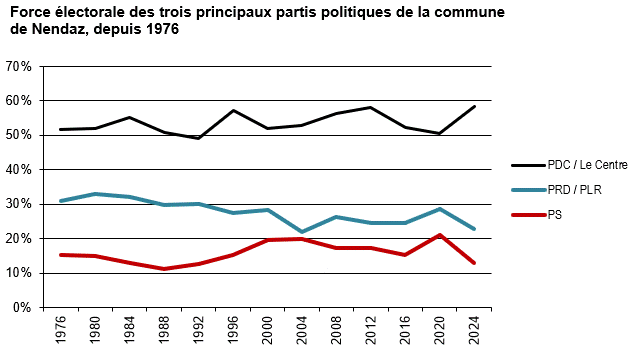
Force électorale des trois principaux partis politiques de la commune de Nendaz

Les résultats des élections communales d'octobre 2024 permettent d'indiquer la force respective des partis politiques de Nendaz : Le Centre : 58,3 %, Parti libéral-radical : 22,9 %, Parti socialiste : 12,8 %[réf. souhaitée]. 
Présente pour la première fois à l'occasion des élections communales de 2004, l'UDC recueille 5,1 % des suffrages[réf. souhaitée]. 
À l'exception de la législature 1957-1960, le PDC a toujours détenu la majorité absolue des sièges du Conseil communal.

## Population et société

### Gentilés et surnoms
Les habitants de la commune se nomment les Nendards (fém. : Nendettes). Ceux de la localité de Beuson se nomment les Beusonards ; ceux de Brignon, les Brignonards ; ceux de Fey, les Feysans.
Les habitants de la localité d'Aproz sont surnommés les Renoilles, soit les grenouilles en patois valaisan ; ceux de Baar, les Pecàs-Peis, soit les mangeurs de haricots ; ceux de Basse-Nendaz, les Corbés, soit les Corbeaux ; ceux de Beuson, é Beussanâ ou Beussonàs, soit les tachetés; ceux de Brignon, les Cosses (du nom de ses ruelles étroites ou des recoins malpropres); ceux des Clèbes et de Verrey, les Reusses, soit les Russes ; ceux de Fey, les Canàs, soit les canards ; ceux de Haute-Nendaz, è Tsamo ou Tsames, soit les chamois.

### Démographie

#### Évolution de la population
La commune compte 7 196 habitants au 31 décembre 2023 pour une densité de population de 84 hab/km2. Sur la période 2010-2023, sa population a augmenté de 20,1 % (canton : 17,0 % ; Suisse : 9,4 %).  

#### Pyramide des âges
En 2023, le taux de personnes de moins de 30 ans s'élève à 28,5 %, au-dessous de la valeur cantonale (31 %). Le taux de personnes de plus de 60 ans est quant à lui de 29,5 %, alors qu'il est de 27,5 % au niveau cantonal.
La même année, la commune compte 3 628 hommes pour 3 568 femmes, soit un taux de 50,4 % d'hommes, supérieur à celui du canton (49,9 %).
| Hommes | Classe d’âge | Femmes |
| ------ | ------------ | ------ |
| 0,4    | 90 ans ou +  | 0,9    |
| 8,1    | 75 à 89 ans  | 10,4   |
| 19,8   | 60 à 74 ans  | 19,3   |
| 20,0   | 45 à 59 ans  | 20,7   |
| 22,0   | 30 à 44 ans  | 21,5   |
| 15,3   | 15 à 29 ans  | 13,1   |
| 14,4   | - de 14 ans  | 14,1   |

| Hommes | Classe d’âge | Femmes |
| ------ | ------------ | ------ |
| 0,6    | 90 ans ou +  | 1,3    |
| 8,0    | 75 à 89 ans  | 10,1   |
| 17,1   | 60 à 74 ans  | 17,9   |
| 21,0   | 45 à 59 ans  | 20,7   |
| 21,3   | 30 à 44 ans  | 20,1   |
| 17,3   | 15 à 29 ans  | 16,0   |
| 14,7   | - de 14 ans  | 14,0   |

Le début du XXIe siècle révèle une modification de structure de la population, propre aux pays développés : le vieillissement. La « pyramide des âges » permet de visualiser l'érosion que subit la base, la jeunesse. À Nendaz, les jeunes de moins de 20 ans représentaient encore 26,6 % de la population en 1990 ; ils ne sont plus que 20,7 % en 2012.

### Familles
L'hégémonie des familles bourgeoises traditionnelles est en net recul. En effet, ces familles représentaient 89 % de la population nendette en 1977 ; en 2012 cette proportion est de 55 %. Parmi les plus nombreuses, dans l'ordre décroissant : les Fournier, Délèze, Mariéthoz, Bornet, Praz, Glassey, Bourban, Lathion, Charbonnet, Michelet, Métrailler, Devènes, Fragnière, Clerc, Darioli, Pitteloud, Martin, Broccard[réf. nécessaire].
Les deux plus anciennes familles sont les Délèze en 1219 et les Praz (Prato) qui se trouvent déjà au XIIIe siècle, en 1221. Puis on rencontre encore les Bornet (1344) ou les Cartoblat (1379).

## Économie
La commune compte 4 661 résidences secondaires en 2020.

### Industrie
- Aproz Sources Minérales SA est une usine d'embouteillage du groupe Migros

### Tourisme
Les remontées mécaniques de Nendaz font partie du domaine des « 4 Vallées » avec Verbier, La Tzoumaz, Veysonnaz, Thyon, les Collons. Nendaz offre une large variété de forfaits de ski adaptés à tous les types de skieurs, avec des options flexibles et des tarifs avantageux pour profiter pleinement du domaine des 4 Vallées.

## Culture et patrimoine

### Patrimoine bâti

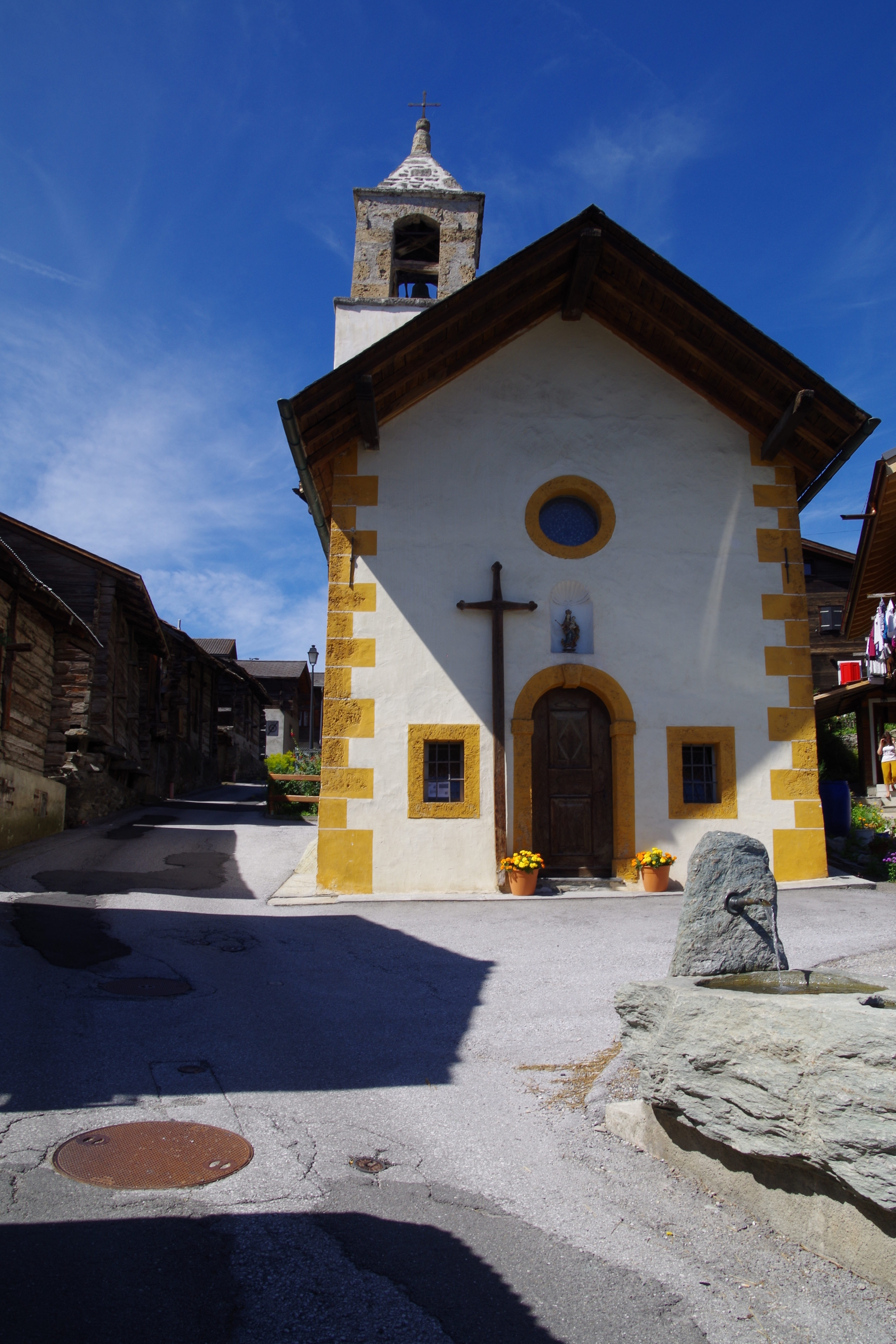
Chapelle Saint-Michel du vieux village de Haute-Nendaz.

La chapelle de Saint Michel de Haute-Nendaz est fondée en 1499 par les frères Anthillioz (Antoine) et Thomas Blanchar, en l'honneur de Saint Michel et de la Vierge Marie. Des indulgences sont accordées par l'évêque de Sion, le cardinal Mathieu Schiner, le 1er mars 1500. Elle est ornée de fresques (fin du XIXe) du peintre Charles-Frédéric Brun, plus connu sous le nom du « Déserteur ».
Une chapelle Saint-Sébastien se trouve située au bord de la route qui mène à Fey sur un promontoire rocheux dominant la vallée du Rhône. La chapelle est dédiée à Saint Sébastien.

### Personnalités liées à la commune
- Pierre Délèze (1958-), demi-fondeur ayant participé aux Jeux olympiques à trois reprises.
- Théo Gmür, champion paralympique en ski alpin.
- Jean-René Fournier, conseiller aux États.
- Sébastien Fournier (1971-), footballeur natif de Clèbes.

### Nendaz dans la littérature
Nendaz est le lieu de l'action de la nouvelle Le Déserteur de Jean Giono. Le « déserteur », fuyant la France dans les années 1850, est accueilli à Nendaz par le président de la commune et y reste vingt ans jusqu'à sa mort.

### Héraldique
| Blason | Blasonnement : « D'argent à la bande de gueules accompagnée de deux grenades du même à grains d'or, tigées et feuillées de sinople, posées en pal. » |

Les armoiries de Nendaz sont issues d'un sceau de la fin du XIXe siècle et sont adoptées officiellement en 1941. Pour certains auteurs, la grenade symbolise la sincérité et la libéralité par son fruit ouvert ainsi que la fécondité et l'union par ses grains serrés. Entre le XIXe siècle et 1941, la commune utilise d'autres armes avec une composition moderne, similaires à celles de Nax ou Mase. Celles-ci étaient d'azur et comportaient un sapin de sinople sur un mont avec deux chèvres ou deux chamois broutant l'arbre.

### Fonds d'archives
- Fonds : Nendaz, Commune (1295-1951) [13,42 mètres].  Cote : CH AEV, AC Nendaz. Sion : Archives de l'État du Valais (présentation en ligne).
- Fonds : Nendaz, Paroisse (1694-2014) [4,50 mètres].  Cote : CH AEV, AP Nendaz. Sion : Archives de l'État du Valais (présentation en ligne).